# Calceolaria uniflora
Calceolaria uniflora es una especie de planta perenne perteneciente al género Calceolaria. Es originaria del extremo sur de Sudamérica: Tierra del Fuego y provincia de Santa Cruz (Argentina) y regiones vecinas en Chile como la Región de Magallanes y Aysén.

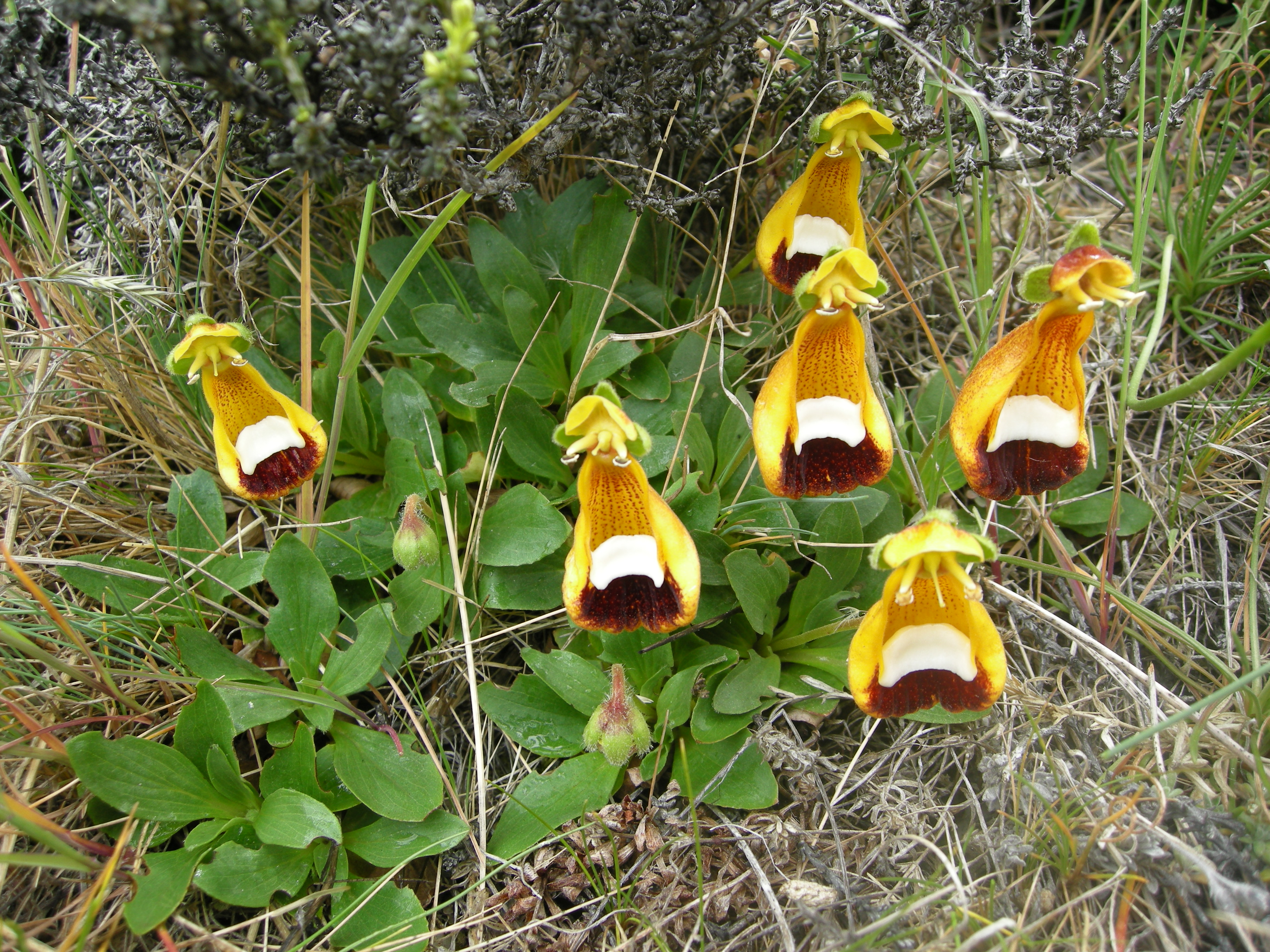
Planta en su hábitat

## Descripción
Calceolaria uniflora es una planta que vive en ambientes extremos: alta montaña y arenales esteparios. Alcanza un tamaño de 10 a 20 cm de altura. Las hojas están dispuestas en roseta y son ovadas, de 3 a 5 cm de largo. Las flores son de un compuesto de amarillo, blanco y rojo pardusco, con una abertura cuadrada, labio inferior alargado. El fruto es una cápsula multiseminada.

## Taxonomía
Calceolaria uniflora fue descrita por Jean-Baptiste Lamarck y publicado en Tabl. Encycl. 1: 52. 1791
Etimología
Calceolaria: nombre genérico que deriva del latín y significa "zapatero".
uniflora: epíteto latino que significa "con una flor".
Sinonimia
- Calceolaria darwinii Benth.
- Calceolaria minima Witasek
- Calceolaria monanthos Poir.
- Calceolaria nana Sm.
- Fagelia darwinii (Benth.) Kuntze
- Fagelia nana (Sm.) Kuntze
- Fagelia uniflora (Lam.) Kuntze[6][7]